# Аеродром Франкфурт-Хан
Аеродром Франкфурт-Хан је међународни аеродром који опслужује велики немачки град и пословно средиште, Франкфурт. Аеродром је смештен 120 km западно од града и служи на авио-чвориште за нискотарифне авио-превознике у односу на много већи Међународни аеродром Франкфурт. Аеродром Хан је такође удаљен 120 km од Луксембурга, па и њега опслужује као секундарна ваздушна лука.
Године 2018. кроз аеродром је прошло преко 2 милиона путника. Поред путничког саобраћаја, Аеродром Франкфурт-Хан је и значајан као за превоз робе.
Аеродром је за авио-чвориште за авио-превозника „Рајанер”.